# Antywartość
Antywartość - przeciwieństwo wartości: suma win lub krzywd wynikających z czyjejś decyzji, postępowania lub cechy charakteru.